# 芳村裕生
芳村 裕生（よしむら ゆうき、1981年（昭和56年）8月9日 -）は、日本の体操選手。

## 経歴・人物
鳥取県出身。米子市立福生中学校を経て、洛南高等学校を卒業し、日本大学に入学。同大大学院に進み、コナミスポーツ＆ライフに入社する。2006年アジア大会では男子団体総合で銀メダルを獲得した日本チームの一員だった。